# Leroy Wallace
Pour les articles homonymes, voir Wallace.
Leroy « Horsemouth » Wallace, très probablement né le 22 août 1950, est un batteur de reggae jamaïcain, célèbre pour son premier rôle dans le film Rockers en 1978.

## Biographie
Enfant défavorisé, il est accueilli par la célèbre Alpha School où il est formé comme musicien. Il a travaillé depuis les années 1970 avec les plus grands artistes au sein de groupes de premier plan tels que The Soul Syndicate, et participé à de nombreux enregistrements produits par Clement « Coxsone » Dodd chez Studio One. Il enregistre aussi Herb Vendor en tant que chanteur, au Black Ark de Lee Perry, vers 1973. Il enregistre aussi quelques version au melodica, comme Far Beyond the blues ou le terrible Rob Oil sur un riddim Black Ark utilisé pour la chanson des Hurricanes You can Run.
Il a accompagné de grands noms de la scène reggae comme Burning Spear (notamment sur le chef-d'œuvre Marcus Garvey), Augustus Pablo, Bunny Wailer, Ken Boothe, Max Romeo ou bien encore Pierpoljak.
Horsemouth est également connu pour avoir joué le rôle principal dans le film Rockers, sorti en 1978 dans lequel on retrouve les artistes du label jamaïcain Channel One comme Jacob Miller, Winston Rodney alias Burning Spear, Gregory Isaacs, Kiddus I ou encore Earl Chinna Smith.
Horsemouth commence à collaborer avec Pierpoljak en 1997 sur l'album En Jamaica (disque n°2 du double CD Tracks & Dubplates) ; il participe ensuite aux deux albums de Pierpoljak ayant rencontré le plus de succès : Kingston Karma (1998) et Je Fais C'Que J'Veux (2000). Il apparaît d'ailleurs dans les clips des titres Je sais pas jouer, Pierpoljak, À l'intérieur et Allez les filles.
Il enregistre des chansons de Bruno Blum en 2002 à Kingston, avec qui il joue aussi la batterie sur une nouvelle version jamaïcaine du Marilou reggae enregistrée autour de la voix Serge Gainsbourg et sortie en single en 2003.
Horsemouth a participé à Rockamovya, le projet parallèle des musiciens de Groundation, dont l'unique album est sorti en 2008.
En 2019, Horsey joue de la batterie sur l'album Hi Yo de Keith Foundation ; avec Robbie Shakespeare à la basse, ils reforment pour l'occasion les Black Disciples.

## Discographie
- 2000 - Original Armageddon Dub (enregistré en 1978)

## Filmographie
- 1978 - Rockers film jamaïcain écrit et réalisé par Ted Bafaloukos : lui-même